# دينغ تشاو
دينغ تشاو (بالصينية: 邓超) هو مغني وممثل صيني، ولد في 2 فبراير 1979 في نانتشانغ في الصين. من الجوائز التي نالها جائزة المئة زهرة لأفضل ممثل مساعد ‏ سنة 2008.

## أعمال

### أفلام
- (2016) الحارس الشخصي
- (2016) حورية البحر

## جوائز وترشيحات
جوائز
- جائزة المئة زهرة لأفضل ممثل مساعد [الإنجليزية]‏ (2008)

ترشيحات
- Golden Rooster Award for Best Supporting Actor [الإنجليزية]‏ (2009)
- جائزة هونغ كونغ السينمائية لأفضل ممثل مساعد (2011)

## وصلات خارجية
- دينغ تشاو على موقع IMDb (الإنجليزية)
- دينغ تشاو على موقع ألو سيني (الفرنسية)
- دينغ تشاو على موقع ميوزك برينز (الإنجليزية)
- دينغ تشاو على موقع قاعدة بيانات الفيلم (الإنجليزية)